# Chiesa di Sant'Andrea (Montespertoli)
La chiesa di Sant'Andrea è un luogo di culto cattolico che si trova a Montespertoli, nella città metropolitana e arcidiocesi di Firenze.

## Storia
La chiesa è l'attuale centro religioso di Montespertoli, avendo sostituito in questa funzione la pieve di San Piero in Mercato. Era un tempo cappella del castello e fu poi ampliata e trasformata nel XVI secolo.
Dopo le distruzioni della seconda guerra mondiale, è stata radicalmente restaurata nel dopoguerra.
Sul poderoso campanile, situato dietro la chiesa, alloggia un concerto di 6 campane in Mi3 con le quattro maggiori in accordo bolognese, fuse dalla Premiata Fonderia De Poli di Vittorio Veneto nel 1935, mentre la minore fu aggiunta nel 1985. Inoltre è presente un sonello, fuso dalla Capanni di Castelnuovo ne Monti.

## Patrimonio artistico
All'interno sono ospitate alcune formelle dell'antico fonte battesimale di Santa Maria a Coeli Aula, del XII secolo, e un trittico rappresentante la Madonna e Santi attribuito al Maestro della Misericordia e Niccolò di Pietro Gerini databile intorno al 1380. Sull'altare della navata sinistra si trova un Crocifisso ligneo della fine del Quattrocento. Nella canonica si trova un altro Crocifisso ligneo che seconda la tradizione sarebbe quello davanti al quale era solita pregare santa Verdiana.

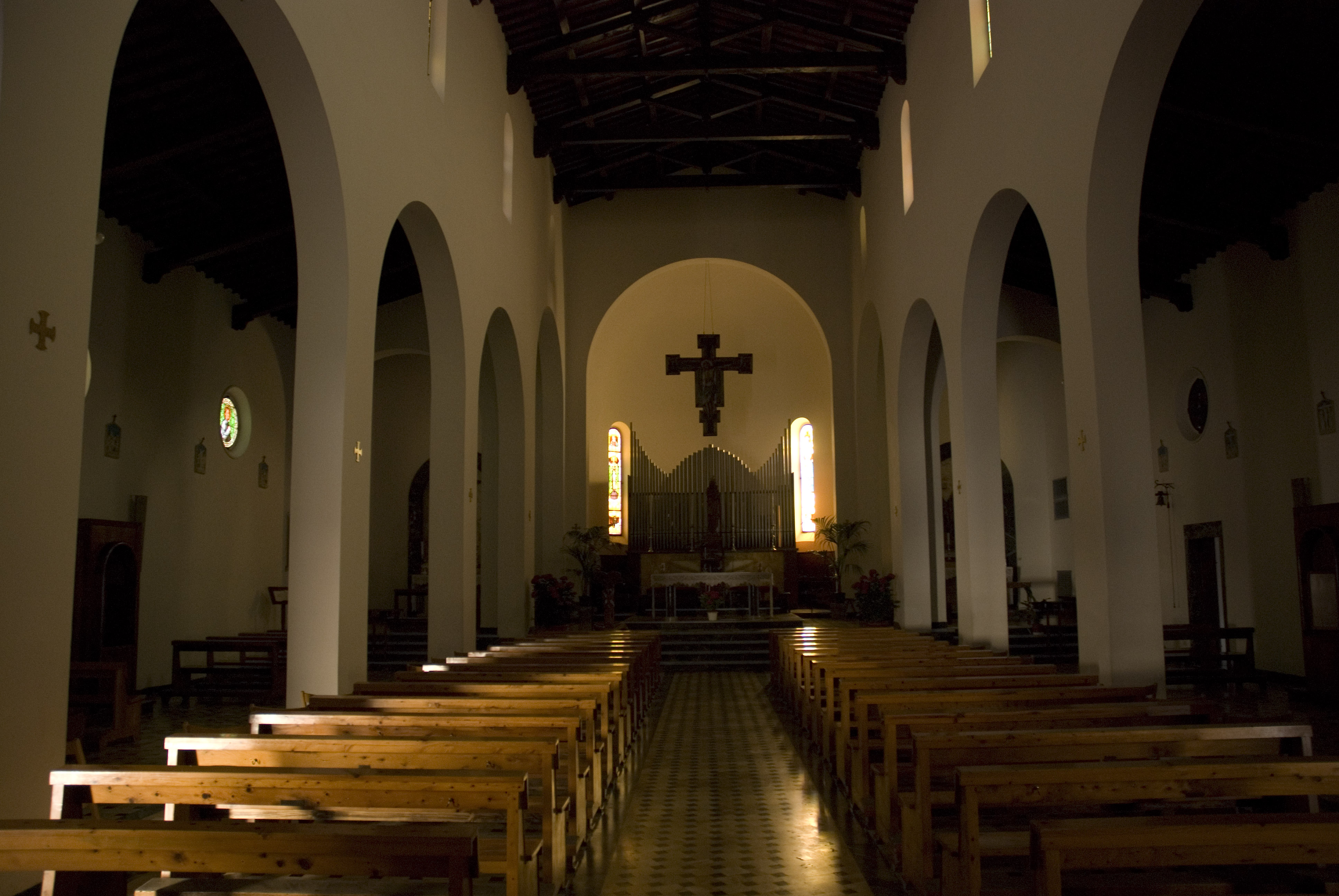
Interno

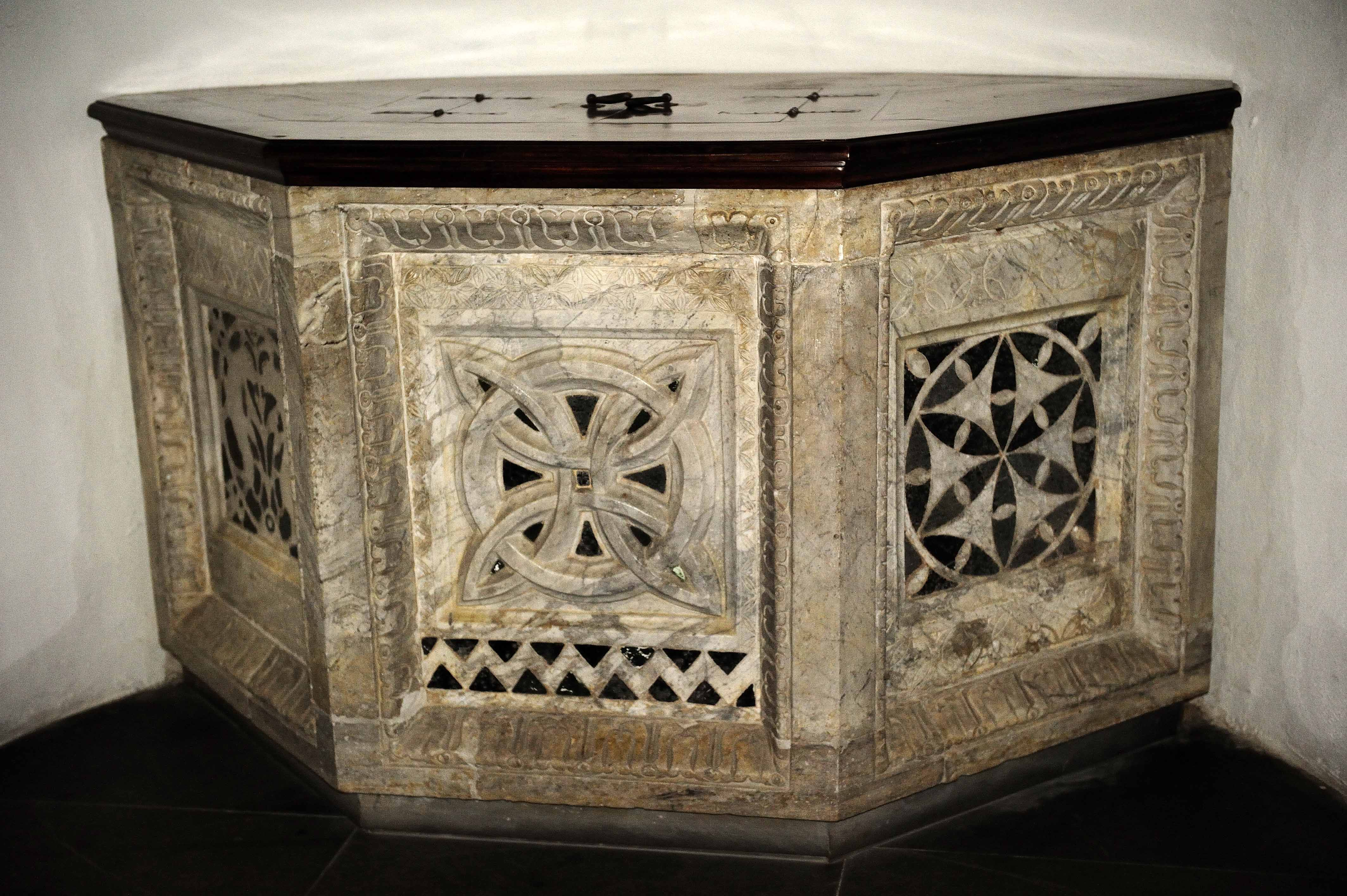
Fonte Battesimale (in origine nella Pieve di Santa Maria a Coeli Aula)